# Избори за савезне посланике у Веће грађана Савезне скупштине СРЈ 1996.
Избори за савезне посланике у Веће грађана Савезне скупштине СРЈ 1996 су одржани 3. новембра 1996.
Од 7.594.405 грађана са правом гласа, излазност је била око 63% (4.784.475 гласача).

## Резултати
Бирано је укупно 138 савезних посланика и то у Републици Србији 108 савезних посланика и у Републици Црној Гори 30 савезних посланика.
| Назив изборне листе                                                            | Број гласова | %     | Број мандата |
| ------------------------------------------------------------------------------ | ------------ | ----- | ------------ |
| Социјалистичка партија Србије, Југословенска левица, Нова демократија          | 1.848.669    | 42,42 | 64           |
| ЗАЈЕДНО                                                                        | 969.296      | 22,24 | 22           |
| Српска радикална странка                                                       | 779.259      | 17,88 | 16           |
| Демократска партија социјалиста Црне Горе                                      | 146.221      | 2,25  | 20           |
| Савез војвођанских Мађара                                                      | 81.331       |       | 3            |
| Народна странка Црне Горе                                                      | 66.165       |       | 8            |
| Листа за Санџак − др Сулејман Угљанин                                          | 62.111       |       | 1            |
| Коалиција Војводина                                                            | 57.645       |       | 2            |
| Социјалдемократска партија Црне Горе                                           | 26.128       |       | 1            |
| Странка демократске акције Црне Горе                                           | 12.327       |       | 1            |
| Радикална странка „Никола Пашић”                                               | 47.598       |       | 0            |
| Демократска заједница војвођанских Мађара                                      | 46.809       |       | 0            |
| Уједињена радикална странка Србије                                             | 26.223       |       | 0            |
| Саборна народна странка                                                        | 25.156       |       | 0            |
| Нова комунистичка партија Југославије                                          | 21.602       |       | 0            |
| Партија природног закона                                                       | 11.856       |       | 0            |
| Војводина                                                                      | 11.024       |       | 0            |
| Српски савез                                                                   | 8.287        |       | 0            |
| Странка заштите држављана Републике Србије                                     | 7.650        |       | 0            |
| Радничка странка Југославије                                                   | 6.964        |       | 0            |
| Група грађана − Српски покрет отпора                                           | 6.944        |       | 0            |
| Покрет за заштиту људских права                                                | 6.629        |       | 0            |
| Група грађана Милоша Урошевића                                                 | 5.827        |       | 0            |
| Демократска политичка партија Заједница Рома Србије и Југославије              | 5.638        |       | 0            |
| Група грађана − Повратак селу и природи                                        | 5.509        |       | 0            |
| Странка девизних штедиша                                                       | 5.161        |       | 0            |
| Универзитетски покрет Србије                                                   | 5.153        |       | 0            |
| Комунисти Црне Горе                                                            | 5.140        |       | 0            |
| Странка српског јединства                                                      | 4.950        |       | 0            |
| Демократски савез Хрвата у Војводини                                           | 4.947        |       | 0            |
| Странка самосталних демократа Србије                                           | 4.817        |       | 0            |
| Демократска реформска странка Муслимана                                        | 4.131        |       | 0            |
| Група грађана − поверење                                                       | 3.885        |       | 0            |
| Савез комуниста Југославије                                                    | 3.454        |       | 0            |
| Југословенска левица у Црној Гори                                              | 3.380        |       | 0            |
| Група грађана Драгшић Милоје − Ужице                                           | 2.974        |       | 0            |
| Удружење девизних и динарских штедиша Југославије                              | 2.219        |       | 0            |
| Група грађана − Бачка народна слога                                            | 2.088        |       | 0            |
| Група грађана Ветерника Миле Имеровски                                         | 2.075        |       | 0            |
| Група грађана − Независни кандидати                                            | 1.484        |       | 0            |
| Бошњачка листа Санџака (Странка демократске акције, Партија санџачких Бошњака) | 1.420        |       | 0            |
| Група грађана Светозар Ђекић                                                   | 1.295        |       | 0            |
| Савез комуниста Југославије − Савез комуниста Црне Горе                        | 1.292        |       | 0            |
| Југословенска радничка класа − Јосип Броз Тито                                 | 1.174        |       | 0            |
| Српска демократска странка Црне Горе                                           | 1.091        |       | 0            |
| Странка девизних штедиша Црне Горе                                             | 1.005        |       | 0            |
| Српска народна обнова                                                          | 918          |       | 0            |
| Напредна странка − Напредњаци                                                  | 856          |       | 0            |
| Универзалистички покрет − Нови поредак Рашке                                   | 557          |       | 0            |
| Укупно                                                                         |              |       | 138          |